# アリエル・モンテネグロ
アリエル・モンテネグロ（Ariel Montenegro, 1975年11月3日 - ）は、アルゼンチン・ブエノスアイレス出身の元サッカー選手。ポジションはミッドフィールダー。
CAウラカン所属のダニエル・モンテネグロはアリエルの実弟である。

## エピソード
- シャツには"Ariel T.M.T."とプリントされている。彼の名前と、顔（顔文字）を表現している。
- 彼の姓のモンテネグロは東ヨーロッパにある国名と同じである。
- 2009年3月16日のCAヒムナシア・イ・エスグリマ・デ・フフイ対CAインデペンディエンテ戦で、インデペンディエンテ所属の兄ダニエルが得点した4分後に、アリエルが得点した。